# Космологічна сингулярність
Космологічна сингулярність — стан Всесвіту в початковий момент Великого Вибуху, що характеризується нескінченною щільністю й температурою речовини. Космологічна сингулярність є одним із прикладів гравітаційних сингулярностей, що передбачалися загальною теорією відносності й деякими іншими альтернативними теоріями гравітації.
Виникнення цієї сингулярності при продовженні назад у часі будь-якого рішення загальної теорії відносності, що описує динаміку розширення Всесвіту, було чітко доведено в 1967 році Стівеном Гокінгом. Стівен Гокінг про космологічну сингулярність:
|  | Результати наших спостережень підтверджують припущення про те, що Всесвіт виник в певний момент часу. Однак, сам момент початку творіння, сингулярність, не підкоряюється жодному з відомих законів фізики. |

Наприклад, не можуть бути одночасно нескінченними щільність і температура, оскільки в нескінченній щільності міра хаосу наближається до нуля, що не може поєднуватися з нескінченною температурою. Проблема існування космологічної сингулярності є однією з найбільш серйозних проблем фізичної космології. Справа в тому, що ніякі наші відомості про те, що сталося після Великого Вибуху, не можуть дати нам ніякої інформації про те, що відбувалося до цього.